# Steinach (Turingia)
Steinach (pronunciación en alemán: /ˈʃtaɪ̯nax/ⓘ) es una ciudad situada en el distrito de Sonneberg, en el estado federado de Turingia (Alemania), a una altitud de 500 metros. Su población a finales de 2016 era de unos 3900 habitantes y su densidad poblacional, 150 hab/km².
Se encuentra ubicado al sureste de la ciudad de Suhl, y a poca distancia al norte de la frontera con el estado de Baviera.
Por su ubicación en un área de recursos minerales, fue creada inicialmente como un conjunto de asentamientos mineros. Se conoce la existencia de la minería aquí desde 1414. En 1567 fue constituida como un pueblo con alcalde propio y a finales del siglo XVII se construyó la primera parroquia local. La minería siguió siendo importante, por lo que con el paso del tiempo se industrializó el pueblo. Adquirió estatus de ciudad en 1920.